# 빈 (1995년)
빈 (본명: 박영빈, 1995년 2월 6일 ~ )은 대한민국의 가수이다.

## 방송 활동
- 2001년 MBC 《와! e 멋진세상》 게스트 출연.
- 2017년 KBS2 《아이돌 리부팅 프로젝트 더 유닛》 - 참가자